# Partito degli Operai e dei Contadini
Il Partito degli Operai e dei Contadini (in giapponese 労働者農民党?, Rōdōsha Nōmintō) fu un partito politico giapponese operativo dal 1948 al 1957.

## Storia
Il partito fu fondato nel dicembre 1948 dai rappresentanti della fazione ortodossa del Partito Socialista Giapponese, formata da sedici membri della Dieta nazionale, che si erano dimessi o alternativamente erano stati espulsi dopo aver votato contro la legge di bilancio proposta dal Governo (all'epoca formato da una coalizione fra lo stesso Partito Socialista e il Partito Democratico), di cui non condividevano il previsto aumento delle tariffe dei trasporti pubblici.
Il nuovo partito riscosse notevoli consensi principalmente a Okayama e Hokkaidō, dove avevano stabilito le proprie sedi operative rispettivamente il presidente del partito Hisao Kuroda e Haruo Okada (un altro membro influente), anche grazie al sostegno compatto delle associazioni nazionali dei lavoratori delle ferrovie e delle comunicazioni.
Il Partito degli Operai e dei Contadini ottenne solo sette seggi in occasione delle elezioni del gennaio 1949 e fu ulteriormente ridimensionato da tre defezioni in seguito alla posizione poco chiara del partito in merito alla guerra di Corea.
Ottenne due seggi nelle elezioni della Camera dei consiglieri del 1950 e mantenne la quota di quattro seggi nella Camera dei rappresentanti, nelle elezioni generali del 1952.
Nelle elezioni del 1953 si aggiudicò cinque seggi alla Camera dei rappresentanti, ma nemmeno uno alla Camera dei consiglieri.
Le elezioni del 1955 videro il partito ridotto alla rappresentanza di tre soli membri della Dieta, e infine perse anche la sua rappresentanza alla Camera dei Consiglieri nelle elezioni del 1956.
Il partito fu sciolto nel gennaio 1957 quando i suoi duemila membri riconfluirono in massa nel Partito Socialista.

## Risultati
| Elezione          | Voti    | %    | Seggi   |
| ----------------- | ------- | ---- | ------- |
| Parlamentari 1949 | 606.840 | 1,98 | 7 / 466 |
| Parlamentari 1952 | 261.190 | 0,74 | 4 / 466 |
| Parlamentari 1953 | 358.773 | 1,04 | 5 / 466 |
| Parlamentari 1955 | 357.611 | 0,97 | 4 / 467 |